# Leurolepas
Leurolepas is een geslacht van weekdieren uit de klasse van de Gastropoda (slakken).

## Soort
- Leurolepas roseola McLean, 1970